# Минуфия (мухафаза)
Мину́фия (Эль-Мину́фия) (араб. المنوفية‎) — мухафаза в Арабской Республике Египет. Административный центр — город Шибин-эль-Ком. Расположена на севере страны, на юге дельты Нила, к югу от мухафазы Гарбия и к северу от мухафазы Каир.

## Население
По данным на январь 2011 года население Минуфии составляет около 3 580 000 человек. Преобладает сельское население (по состоянию на 2008 год число сельских жителей — 2 685 027 человек). Средний рост населения в год составляет 1,53 %.

## Административное деление
Мухафаза состоит из 9 административных центров, 10 городов и 69 сельских местных общин, к которым относятся 315 деревень и 898 мелких поселений.
Центры и города мухафазы:
- Кувейсина
- Шибин-эль-Ком
- Ашмун
- Багур
- Биркет-эс-Саб
- Минуф
- Сирс-эль-Лайяна
- Тала
- Эш-Шухада

## Экономика
Основным сектором экономики является сельское хозяйство.

## Высшее образование
- Университет Минуфии (основан в 1970-х, 19 факультетов)

## Известные жители, уроженцы
- Хосни Мубарак — президент Египта с 1981-го по 2011 год
- Анвар Садат — президент Египта с 1971 года по 1980-й
- Собхи, Седки (род. 1955) — министр обороны Египта (с 2014).
- Камаль аль-Ганзури — премьер-министр Египта с января 1996 года по октябрь 1999-го, а также — с 24 ноября 2011 года
- Абд ар-Рахман Шаркауи (1921—1987) — писатель, поэт, драматург, редактор, общественный деятель.